# アイランドプロモーション
株式会社アイランドプロモーションは、大阪府大阪市北区鶴野町に本社を置く日本の芸能事務所。　

## 所属タレント

### 男性
- 福間納

- 野田浩司

- 笑福亭べ瓶

### 女性
- 中川江奈
- 梶谷久美代